# لوئیس کپس
لوئیس کپس (به انگلیسی: Lois Capps) نمایندهٔ حوزه انتخابیه کالیفرنیا از حزب دموکرات ایالات متحده آمریکا در مجلس نمایندگان ایالات متحده آمریکا است که برای نخستین‌بار در ۱۰ مارس ۱۹۹۸ میلادی به‌عضویت این مجلس درآمد.